# Lucjan Surowiec
Lucjan Dominik Surowiec (ur. 23 stycznia 1944 w Trześni) – polski działacz samorządowy i partyjny, menedżer, w latach 1981–1990 naczelnik i prezydent Mielca.

## Życiorys
Syn Jana i Julii z domu Piękoś. W 1963 ukończył Technikum Mechaniczne MPC w Mielcu, a w 1974 studia na Wydziale Mechanicznym Politechniki Krakowskiej o specjalności silniki spalinowe. Pomiędzy 1963 a 1975 zatrudniony w WSK Mielec, gdzie doszedł do stanowiska specjalisty ds. zamówień lotniczych części zamiennych. Następnie był szefem Zakładu Utrzymania Ruchu w Rzeszowskim Przedsiębiorstwie Ceramiki Budowlanej Oddział w Mielcu (1977–1978) oraz dyrektorem mieleckiego Oddziału Budowlano-Montażowego Zakładu Inwestycji i Budownictwa w Rzeszowie (1977–1978). Wstąpił do Polskiej Zjednoczonej Partii Robotniczej. Od 1 sierpnia 1981 do 13 czerwca 1990 zajmował stanowisko naczelnika Mielca; to stanowisko zostało z początkiem 1985 przekształcone w funkcję prezydenta miasta w związku z przekroczeniem liczby 50 tysięcy mieszkańców.
Od 1990 do 1998 zatrudniony jako doradca w prywatnym przedsiębiorstwie, następnie specjalista ds. techniczno-eksploatacyjnych w Miejskim Zarządzie Budynków Mieszkalnych w Mielcu. Przystąpił do Sojuszu Lewicy Demokratycznej, od 2000 do 2003 przewodniczył radzie powiatowej tej partii. W 1998, 2002 i 2006 wybierany do mieleckiej rady miejskiej (początkowo z ramienia SLD, w 2006 z listy lokalnego komitetu). W 2002 ubiegał się o stanowisko prezydenta miasta, zajmując 4. miejsce wśród 5 kandydatów, natomiast w 2001 kandydował do Sejmu. W 2008 pozbawiony mandatu radnego w związku z prawomocnym wyrokiem skazującym za złożenie fałszywych zeznań i zawiadomienie o fałszywym przestępstwie na grzywnę i rok pozbawienia wolności w zawieszeniu na dwa lata. Incydent ten miał miejsce podczas zatrzymania go za prowadzenie pojazdem pod wpływem alkoholu w 2006.
Odznaczony m.in. Srebrnym Krzyżem Zasługi oraz odznaczeniami resortowymi.